# Kanoê (poble)
Els kanoê o kapixana són un poble indígena del sud de l'Amazònia, que habita a l'occident del Brasil. Els kanoê parlaven una llengua pròpia, no classificada, però actualment només hi ha 7 parlants d'aquesta llengua. Usen un barret típic que té la mateixa forma rodona dels barrets regionals, però és confeccionat amb tiges de palmera entrellaçats i cintes decoratives de lona plàstica negra.

## Història
Els kanoê feien part del complex cultural del Marico, habitaven malocas de famílies extenses en els marges de la canella Kauruá, a la regió dels rius Carvão i Machado, al Sud de l'estat de Rondônia. Conreaven blat de moro, cotó, taioba (Xanthosoma sagittifolium), maní i faves, i també practicaven la caça, la pesca i la recol·lecció de fruits i fabricaven canastres de diferents grandàries fetes amb fibra de tucum (Astrocaryum vulgare).
En el període colonial, la política portuguesa a la regió va tenir com a estratègia mantenir als indígenes en els seus propis territoris perquè ells mateixos actuessin contra els espanyols en la defensa de les fronteres.
A partir de la segona meitat del segle XIX l'Amazònia va ser envaïda per colons a causa de la febre del cautxú. Diversos pobles indígenes van decidir aïllar-se, habitant les àrees menys accessibles, entre ells els Kanoê, part dels quals van ser contactats pel General Rondon i la seva comitiva, que recorrien la regió dels rius Pimenta Bueno i Coprumbiara en 1909.
Quan la demanda pel cautxú va augmentar en el context de la Segona Guerra Mundial moltes àrees van ser envaïdes, els seus habitants van sofrir epidèmies i varis van ser obligats a abandonar els seus territoris per a instal·lar-se en els barraques com a treballadors. En 1940, els Kanoê que vivien en el marge del riu Pimenta Bueno on probablement havien migrat, van ser gairebé tots portats per al riu Guaporé i assentats en l'antic lloc indígena Ricardo Branco, avui lloc indígena Guaporé, amb altres ètnies.
Durant la dictadura militar brasilera, molts terratinents van ser beneficiats per "certificacions negatives" i van derrocar la selva, van sembrar pastura i van edificar construccions per a donar prova d'ocupació i usdefruit d'aquestes terres i moltes vegades utilitzaven mà d'obra indígena.
Una família de kanoê aïllats es va refugiar al riu Omerê i va mantenir intercanvis amb els Akunt'su aïllats.